# スタンリー・ロジャーズ・リーザー
スタンリー・ロジャーズ・リーザー（英語：Stanley Rogers Resor、1917年12月5日 - 2012年4月17日）は、アメリカ合衆国の政治家、軍人、法律家。陸軍次官、陸軍長官、政策担当国防次官を歴任した。

## 生涯
1917年12月5日にニューヨーク州ニューヨークにて誕生した。父親は広告会社社長のスタンリー・バーネット・リーザーである。グロトン・スクールを経て、1939年にイェール大学を卒業。在学中は学生友愛会スクロール・アンド・キーに所属した。続いてイェール法科大学院に進み、サージェント・シュライバー、ジェラルド・フォード、サイラス・ヴァンスらと知り合った。第二次世界大戦期は学業を中断して陸軍士官を務め、シルバースター、ブロンズスターメダル、パープルハート章を受章した。
第二次世界大戦後はウォール・ストリートで働き、法律事務所デベヴォイスの組合員となった。1965年4月から陸軍次官となり、1965年7月にベトナム戦争に際してジョンソン大統領はリーザーを陸軍長官に任命し、ニクソン政権の1971年6月まで在任した。1978年8月から1979年4月まで政策担当国防次官を務め、1984年に陸軍士官学校からシルヴァヌス・セイヤー賞を受賞した。
2012年4月17日にワシントンD.C.の自宅で死去した。94歳だった。